# Juan Roa Sierra
Juan Roa Sierra (Bogotá, 4 de noviembre de 1921-Bogotá, 9 de abril de 1948) fue un albañil colombiano, conocido por ser el supuesto autor material del magnicidio del líder político colombiano Jorge Eliécer Gaitán, el 9 de abril de 1948 en el centro de Bogotá.
Fue linchado brutalmente por la muchedumbre y su cadáver desnudo fue arrastrado por la calle después del asesinato, lo que dio inicio al episodio local conocido como el Bogotazo, y llamado a escala nacional como el 9 de abril. Su prematura muerte dejó muchas dudas con respecto a los verdaderos responsables del crimen.[cita requerida]

## Antecedentes familiares
Juan Roa Sierra tenía 26 años de edad. Sus padres fueron Encarnación Sierra (de 52 años de edad) y Rafael Roa, quien había muerto en 1927 de una enfermedad de los bronquios (posiblemente silicosis), contraída como resultado de su trabajo como tallador. Entre otros trabajos, Rafael Roa fue uno de los responsables de esculpir el frontispicio del Palacio de Justicia. Rafael y Encarnación habían contraído matrimonio 35 años antes, en 1913. Gaitán era el héroe político de doña Encarnación. Ella estaba preparando su ropa de luto por la muerte del caudillo liberal en su casa, cuando se enteró por la radio de que el asesino era su hijo, según expresara el escritor Gabriel García Márquez en su autobiografía "Vivir para contarla".
De la unión de Rafael y Encarnación nacieron 14 hijos, en Bogotá; dos antes del matrimonio (Rafael y Luis) y el resto después (Gabriel, Amelia, María del Carmen {fallecida}, María Luisa {fallecida}, Cecilia {fallecida}, Leonor {fallecida}, Leonor {la segunda, fallecida}, Vicente, Eduardo, José {fallecido}, un pequeño no bautizado, también fallecido y Juan). Murieron las seis niñas y dos niños. Sobrevivieron seis varones. Juan era el menor de estos.

## Situación económica
Los hermanos sólo asistieron alrededor de tres años a la escuela primaria, pues los recursos económicos de la familia eran muy limitados. Juan Roa fue bautizado en la iglesia del Barrio Egipto, en Bogotá. Había vivido por largo tiempo en el barrio Ricaurte, en la Calle 17 Sur N.º 16-52. Su hermano Eduardo era conductor de taxi para la compañía Taxi Roxi. Luis tenía a su cargo un vehículo del consulado alemán. Rafael trabajaba en un matadero de cerdos y corderos. Vicente era también chófer en un vehículo de una empresa. Gabriel solía trabajar para la fábrica La Leona (La Popular), aunque posteriormente fue internado en la clínica de Sibaté debido a desórdenes mentales.
Juan, lo mismo que Luis, había sido empleado de la embajada alemana, inicialmente como portero y luego como muchacho de oficina, hasta que el establecimiento diplomático tuvo que cerrar y abandonar el país debido a la guerra. Luego trabajó reencauchando llantas en una vulcanizadora de la que era propietario en compañía de su hermano Luis cerca a la Estación de la Sabana (estación central del tren) que pronto debió ser cerrada por falta de dinero. Finalmente anduvo cesante. Durante sus últimos días había estado empeñado en la búsqueda de trabajo y entre otras cosas estaba buscando dinero para pagarse un curso de conducción.
No estaba casado, pero sí había sostenido relaciones durante tres años, desde octubre de 1944, con una mujer separada, María de Jesús Forero, a quien conocía desde que eran niños cuando ambos vivían en el barrio Ricaurte. Tuvieron una hija. Su unión marital terminó en junio de 1947 ya que Juan estaba en una mala situación económica y María no quería tener más hijos. A partir de entonces, se fue a vivir con su madre, quien le daba algo de dinero y alimentación. Sin embargo la amistad entre María de Jesús y él continuó. En vida, Juan siempre le recordaba que iba a encontrar un trabajo para suplir las necesidades de ella y su hija. Ella lo llamaba mentiroso porque no aparecía con ayuda alguna. Como parte de su búsqueda de empleo escribió una carta al presidente de la República, Mariano Ospina Pérez, como le había sugerido el mismo Jorge Eliécer Gaitán en una de las entrevistas personales que le concedió. En la carta le solicita una cita "para exponerle el ferviente deseo que me anima de serle útil a mi Patria mediante la instrucción y el estudio". En ella indica que su dirección era Calle Octava N.º 30-65, que en realidad era la dirección de su querida Maruja (María de Jesús), quien fue la que recibió la respuesta de la Presidencia de la República fechada el 2 de junio de 1947. La dirección real de Juan Roa en ese momento, es decir la de su madre, debió ser Calle Octava N.º 30-73, según indica uno de los documentos encontrados en su pantalón, justo al lado de la casa de María de Jesús.
Sus familiares y amigos lo describían como un hombre en exceso reservado y tranquilo, no muy deseoso de trabajar, que migraba de trabajo en trabajo. Sin embargo, aunque estuvo desempleado durante un buen tiempo antes del asesinato, había enviado una carta escrita de su puño y letra al presidente con ese propósito, consiguió cartas de referencia que lo acreditaban como un buen sujeto, tramitó un certificado judicial que acreditaba unos antecedentes limpios, e hizo no pocas visitas a la oficina de Jorge Eliécer Gaitán con el fin de cambiar su suerte.

## Cambios en la personalidad
El informe de la investigación de Scotland Yard presenta a Juan Roa como un hombre poseído por delirios de grandeza, ensimismado y algo distraído. Se puede inferir del reporte que este comportamiento pudo haberse agravado, e incluso debió comenzar desde que empezó a visitar, 18 meses antes del asesinato, a un individuo alemán de nombre Johan Umland Gerd que leía la suerte y que fue quien lo vinculó al Rosacrucismo. Umland Gerd había llegado a Colombia doce años antes, estaba casado con una mujer colombiana y enseñaba quiromancia desde 1939. Según el testimonio de Gerd, él mismo lo inició en el Rosacrucismo cerca de un año antes. Juan se había afiliado a la sociedad A.M.O.R.C. con sede en San José de California con el número “Juan Roa 81816-S”. Dijo, además, que no le había notado a Juan signos de desequilibrio según el estudio de sus manos (método que él aplicaba al margen del rosacrucismo, por creencias personales), pero sí cómo se abstraía o se ausentaba mentalmente.
El quiromántico parece haber ejercido bastante influencia sobre Juan Roa desde la primera visita. Sin embargo, el informe de Scotland Yard no muestra que hubo una investigación enfocada hacia él o que hayan escudriñado su vida. La madre de Juan Roa lo notó inmediatamente y después de la primera visita al quiromántico se empezó a preocupar, al punto que fue a visitar al psíquico para reclamarle que su hijo había empezado a descuidar su trabajo y a imaginarse que él era Jiménez de Quesada, el fundador de Bogotá. Ella fue quien le dijo al quiromántico que Roa estaba visitando la oficina de Jorge Eliécer Gaitán con el fin de conseguir trabajo. Parece razonable creer que a partir de esas visitas al taumaturgo Juan haya empezado a creer que debía ser alguien más importante y ocupar un puesto de mayor prominencia. En presencia de su madre, el quiromántico hizo un análisis de la mano de Juan y "recuerdo que le dijo que él debería trabajar como en mecánica, pero no como obrero, sino como director". En la carta al presidente le pedía ayuda para estudiar, y según Gerd la madre de Juan le manifestó que éste había solicitado a Gaitán una beca para estudiar abogacía. Después de haberse creído la reencarnación de un personaje importante de la historia colombiana, decía que "no servía para hacer trabajos en baldosín ni para reencauchar, sino para alguna cosa grande". Alguna vez le comentó a Luis Enrique Rincón, uno de los que le ayudó a conseguir el arma, que contactaría a Gaitán para solicitarle un puesto en el Concejo de Bogotá.
Con el tiempo María de Jesús fue restándole todavía más credibilidad debido a que lo encontraba cada vez más cerrado y ensimismado. Mencionó que después de un experimento quiromántico frente a un espejo, Juan Roa empezó a creer que era la reencarnación de Francisco de Paula Santander y que un día lo vio con un corte del periódico El Tiempo en el que aparecía el retrato del general Santander. Ella sabía que frecuentaba al quiromántico porque en varias ocasiones llegaba con las manos marcadas con lápiz rojo y azul. Este detalle debió haber sido descuidado en el análisis del crimen, pues esos dos colores son los que tradicionalmente se usan para representar los dos partidos políticos tradicionales de Colombia. Jorge Eliécer Gaitán pertenecía al Partido Liberal, el rojo, a pesar de que su ideario disentía bastante de las premisas liberales tradicionales.
Su hermano Vicente declaró que Juan le decía que Gaitán era un gran hombre y que era un segundo Simón Bolívar. Bolívar y Santander fueron líderes que trabajaron juntos por la independencia de Colombia; con todo, en el momento de buscar el modelo de gobierno, se distanciaron profundamente. Había tres facciones: la primera estaba dirigida por el general, Francisco de Paula Santander, vicepresidente de la República de Colombia (Gran Colombia: Venezuela, Nueva Granada, Quito), que defendía una concepción federalista del gobierno; la segunda, capitaneada por el propio Simón Bolívar, abogaba por un gobierno fuerte centralista; y, por último, una tercera, la de los independientes, en la que militaban Joaquín Mosquera y los indefinidos. El ambiente entre los dos próceres se enrareció bastante al punto que hubo un intento de asesinato contra El Libertador el 28 de septiembre de 1828, orquestado por un ala militarista encabezada por el coronel venezolano Pedro Carujo, que deseaba acabar por las armas la "dictadura" de Bolívar, tras abolir la constitución de 1821. Santander fue culpado injustamente como planificador y fue condenado a muerte, luego de un juicio sumario que violó sus derechos a la defensa y el debido proceso. De hecho y sin que él lo supiera, salvó su vida una semana antes, en la población de Soacha, al detener a Carujo quien estaba por asesinarlo. Finalmente El Libertador conmutó su pena por el destierro (no sin antes pasar por las mazmorras de la prisión de Bocachica, en Cartagena) luego de la intercesión de Sucre y Nicolasa Ibáñez entre otros, que le mostraron el error garrafal que estaba por cometer. Al final, en una carta personal a Urdaneta (desde Barranquilla, 1830) le manifiesta su arrepentimiento y reconoce que el no haberse compuesto con Santander, nos perdió a todos.
Eduardo lo había visto con varias publicaciones rosacrucistas, y en particular con un libro grande titulado algo así como 'Dioses atómicos'. Tal libro existe y fue supuestamente escrito por un V.M. Moria. Su título en inglés es 'The Dayspring of Youth'.
Ocho meses antes del asesinato su madre lo notó algo más extraño y pensativo, y evitaba tomar el tema del rosacrucismo para que no se volviera todavía más callado. María de Jesús lo llamaba 'mentiroso' porque “tenía ideas que le caminaban por la cabeza, como raras que muchas veces me asustaba. Porque era hombre de poco equilibrio en sus pensamientos, tanto que yo un día bien convencida se lo dije con entera sinceridad, que él, Juan Roa, estaba como para irse a Sibaté”. En otra oportunidad ella lo vio abrir una carta y al leerla dijo todo entusiasmado “Me llegó el grado, voy a ser pastor”.
Juan mezclaba superstición y Rosacrucismo, una combinación no muy compatible. Tenía otro amigo supersticioso, un señor Quintero con el que estuvo trabajando en el funicular a Monserrate, en el oriente de Bogotá. Quintero tenía un gran amigo de nombre Tireca. Ellos le aconsejaron que comprara un anillo con una calavera para la suerte. Juan mandó fabricar un anillo en un metal blanco con una herradura y una calavera, pues esperaba que le llegara la suerte para conseguir un trabajo. El mismo Juan alguna vez mencionó que según el rosacrucismo, el uso de un anillo como ese era malo porque conducía a quien lo portara a la desgracia. De ahí que dejara de usarlo por un tiempo, aunque después volviera a lucirlo. Juan mismo los consideraba hombres muy “agüeristas” y de ellos parece haber sacado sus creencias en entierros y en el Mohán. Una vez estos dos personajes lo hicieron ir hacia las 4 de la mañana a los cerros de Monserrate para encontrarse con el Mohán, según ellos un viejito bajito de barba larga, del cual se esperaba Juan iba a obtener piedras preciosas. Dijo haber experimentando como un terremoto que hizo mover las piedras, que el temor había sido tan fuerte que los otros dos no se habían esperado, pero que él sí. Al final no hubo nada más, nada de piedras preciosas. Las investigaciones, incluyendo la de Scotland Yard, no parecen haber tenido en cuenta o al menos identificado a estos dos individuos. Ésta pudo haber sido una trampa para identificar qué tan fuertes eran las creencias de Juan y cómo podría reaccionar al temor.
La última visita a Umland Gerat fue el 7 de abril, dos días antes del asesinato de Gaitán. El germano atestiguó que Roa Sierra le había dicho que había tenido un sueño sobre unos tesoros o guacas en unas tumbas indígenas en dos pueblos no muy lejanos, Facatativá y Albán, y que quizá el destino le guardaba algo importante; que él se creía llamado a un destino muy alto, algo así como providencial. Umland Gerat le sugirió no ir solo, y dice que Juan Roa le contestó: -“solo tengo que hacer la vida y solo tengo que seguir”. Según el informe de Scotland Yard, el revólver fue comprado ese mismo día, miércoles 7 de abril y la munición para éste fue adquirida al día siguiente, 8 de abril, unas horas antes del asesinato. Un grupo de testigos escuchó que Juan había dicho que lo necesitaba para "acompañar como sirviente" a dos extranjeros en un viaje a tierras inhabitadas y que lo necesitaba para llegar en buenas condiciones; algo que contrasta con el testimonio de Umland Gerd en cuanto a que él quería ir solo.
Una posible teoría explicativa del asesinato es la que sugiere que sus creencias rosacrucistas, sus fijaciones supersticiosas y su ingenuidad fueron explotadas por terceros para hacerle creer que tenía un destino o misión muy alta y providencial, al punto de llevarlo a cometer el crimen o por lo menos a cooperar con él, ya sea con objeto de obtener provecho económico y/o lograr un provecho espiritual no muy claro.
El Domingo de Ramos, al comenzar la Semana Santa, unos días antes del asesinato, Roa Sierra le respondía a María de Jesús que tuviera paciencia durante esos días, que después iba a tener de sobra para pagarle toda la crianza de la niña; lo que indica que esperaba una recompensa económica por lo que iba a hacer. Por otro lado, una vez cometido el crimen, cuando Juan Roa fue llevado por los agentes de policía a la Droguería Granada para resguardarlo de la multitud, el dueño de la botica le preguntó por qué había matado a Gaitán, a lo que él respondió: -"Ay, Señor, cosas poderosas que no puedo decir. ¡Ay!, Virgen del Carmen, sálvame". El dueño del local insistió en preguntarle: -"Dígame quién lo mandó a matar, porque usted en estos momentos va a ser linchado por el pueblo", y él contestó -"¡No puedo!". Esto podría indicar que el temor a las represalias, ya fueran de naturaleza real o sobrenatural, sobre su persona o sus allegados le impedía hablar.

## En busca de un arma
Dos días le tomó conseguir el arma y las municiones: el arma, el miércoles 7 de abril; y las municiones, al día siguiente. Mientras se estuvo armando, sostuvo la misma historia para justificación de su compra: la necesitaba para acompañar en calidad de muchacho o mandadero auxiliar de dos extranjeros exploradores que iban muy bien equipados en cuanto a armas, y que él debía llevar la suya de reserva. Si su historia fue fabricada, y siguiendo los delineamientos de lo que iba a ocurrir, esto podría sugerir que el papel que él iba a desempeñar no era el más importante. Entre las cosas encontradas en su ropa después de ser linchado, había un papel con una figura imitando al sol, con dos palabras que parecen decir “Morcillo” y “Morcillete”. ¿Tendrían que ver estos nombres con los dos supuestos extranjeros? Las investigaciones no siguieron esta línea. Los exploradores irían a ver una mina de oro. Juan decía a los amigos a los que les pidió que le ayudaran a conseguir el arma y las municiones que se tomaría una cerveza con ellos una vez regresara “si los indios no me matan y las fieras no me comen”. Este peligro no sería real en los Llanos Orientales, solo si se hubiesen propuesto viajar mucho más lejos, hasta la Selva Amazónica. Dijo también que “si no me voy mañana (jueves 8), nos vamos el viernes", lo que podría indicar que si hubiera conseguido las municiones antes, el grupo habría intentado el asesinato el día anterior al que realmente sucedió. Sus amigos recuerdan haberle escuchado que la exploración sería a los Llanos Orientales y otro especifica que iban a visitar Villavicencio el día siguiente a la compra de las municiones, es decir la misma fecha del asesinato de Gaitán, el viernes. Juan ya se había inscrito y estaba tomando las clases de conducción cuando los dos supuestos extranjeros le ofrecieron la aventura del viaje y se lamentaba que le hubieran salido las dos cosas al mismo tiempo, pues quizá tendría que descuidar las clases de conducción.
Miércoles, 7 de abril
11:00 a. m. Ferretería Bogotá y Café Globo, en el barrio San Victorino de Bogotá. Pregunta a un antiguo compañero de trabajo, Luis Enrique Rincón, si sabe de alguien que venda un revólver.
5:15 p. m. a 10:00 p. m. Calle 31 Sur con Avenida 27. Barrio Santander. Luis Enrique le lleva el arma que su hermano José Ignacio ya no usa. Después de ser probado disparando la única bala que lleva contra los muros del Cementerio del Sur, Juan Roa la compra por 75 pesos mientras se toman una cerveza en una tienda cercana. El revólver fue identificado como poco preciso y ordinario, con el gatillo en tan mal estado que si se hubiese accionado repetidamente lo más probable es que se hubiera roto.
Jueves, 8 de abril
11:15 a. m. Fábrica de Paños Bolívar. Juan quiere hablar nuevamente con Ignacio Rincón para indagar acerca de cómo podía encontrar dos cargas de municiones para el revólver, pues no las había conseguido desde la noche anterior. Las investigaciones no mencionan a quiénes pudo haber buscado la noche anterior o esa misma mañana antes de la visita a la fábrica para conseguir las municiones.
11:30 a. m. Ignacio y Juan se van para la casa de Jorge Lozano, en donde almuerzan. Jorge había trabajado con Juan en la Vulcanizadora Santander. Juan Roa no termina el almuerzo pues se siente desganado.
3:10 p. m. Café París en el centro de Bogotá. Indagan con un señor de apellido Gaitán a ver si tiene municiones. El señor Gaitán dice que se las puede conseguir para el día siguiente, pero Juan las quiere para ese mismo día.
3:30 p. m. Café Alférez, en las vecindades del Café París, sobre la carrera Novena, cerca a la calle 12. En inmediaciones de la actual calle del Cartucho , a pocas cuadras de la oficina de Jorge Eliécer Gaitán. Jorge Lozano acompaña a Juan al Café Alférez, en donde éste compra 10 balas a Humberto Ibáñez, traficante de armas y municiones.
Viernes, 9 de abril
9:00 a. m. Una de las inquilinas lo ve salir de la casa, en donde vivía con su madre. “Parecía que se hubiera olvidado algo, porque se devolvió, pero que se esculcó y sacó la libreta de servicio y que volvió a guardarla y salió”. La libreta militar de Roa Sierra era de segunda categoría, lo que indica que nunca fue reclutado. El cabo de la Policía Carlos Alberto Jiménez declaró que el individuo que atrapó después de los disparos reconoció el distintivo de la manga izquierda de su guerrera y dijo “’No me mate, mi cabo’. Por haberme dado el título correspondiente a mi gradación, comprendí que se trataba de un individuo que conocía el grado respectivo”. ¿Estaría Juan Roa familiarizado con los distintivos policíacos, sin haber tenido experiencia militar o policial?
9:30 a. m. Fue a la casa de María de Jesús y preguntó por ella. Al enterarse de que ya se había ido a trabajar, le dejó con la señorita Rosario Manrique cinco pesos para que se los entregara junto con unos recibos del agua que él le había pagado.

## Relación con Gaitán
Juan Roa Sierra admiraba a Jorge Eliécer Gaitán. Le gustaba asistir a sus conferencias, que se realizaban todos los viernes en el Teatro Colombia, ahora llamado Teatro Jorge Eliécer Gaitán. Incluso hay indicios de que él mismo pudo haber hecho proselitismo a favor del político liberal en las elecciones de 1946. Su hermano Eduardo declaró: “Nunca le he oído decir nada en contra del Doctor, ni le vi en otra política distinta. Para más claridad, digo que era simpatizante del "Doctor Gaitán”. Su hermano Vicente, por su parte, afirmó que “él era gaitanista cerrado. Recuerdo que nos regañaba a nosotros porque no íbamos a las manifestaciones del Doctor Gaitán, pero nosotros somos gaitanistas, pero no tan fanáticos como él (…) que Gaitán es un gran hombre, un segundo Simón Bolívar, cosas así por el estilo”. Sin embargo, su opinión podría haber cambiado. Dos días antes al asesinato, cuando estaba buscando el arma, le dijo a uno de sus amigos que “el Doctor Gaitán ha desempeñado el papel de los propagandistas de remedios, que van a los pueblos con culebras a engañar a la gente”, eso como respuesta a la pregunta sobre el puesto al Concejo que él estaba buscando y del cual le había mencionado al amigo en alguna ocasión.
Según la secretaria de Jorge Eliécer Gaitán, Cecilia de González, Juan Roa fue varias veces a la oficina del líder político en los últimos dos meses antes del asesinato, pero ella no le daba prioridad ni oportunidad para verlo. En dos ocasiones llegó a la oficina con un acompañante aceptablemente bien vestido, de semblante raro, quien requirió la entrevista por él.
Las dos últimas visitas a la oficina de Gaitán fueron el 8 de abril y el 9 de abril, día del asesinato, a las 9:30 de la mañana. Gaitán llegó a su oficina poco antes de las 8:00 de la mañana, a pesar de que había estado hasta la madrugada en el famoso juicio donde había logrado la absolución del teniente Jesús María Cortés Poveda por la muerte del periodista Eudoro Galarza Ossa, al que descerrajó dos tiros con su arma reglamentaria en la oficina de este último. Ese día el portero del edificio (probablemente el mismo operador del ascensor) lo vio acompañado de otro hombre, pero Roa fue a solicitar la entrevista solo.
El mensaje del 31 de agosto de 1948 de la Embajada de Estados Unidos al secretario de Estado en Washington reporta que este personaje fue arrestado e identificado como César Bernal Ordóñez, una persona de poca habilidad mental o que pretendía no tenerla, y que fue reconocido por la secretaria de Gaitán y el operador del ascensor como la persona que acompañaba a Juan Roa Sierra. Se desconoce si se hizo alguna investigación para confirmar si este personaje realmente era corto de mente o lo fingía.
Hay muchas preguntas aún sin contestar. La libreta militar de Roa Sierra era de segunda categoría, lo que indica que no prestó servicio militar. No se conoce que hubiese utilizado un arma de fuego en su vida. Las municiones fueron compradas el día anterior al asesinato, lo que deja muy poco tiempo para entrenar o ser entrenado. Los vendedores del revólver (revólver N.º 19.461) se presentaron voluntariamente a informar de su venta, pero más tarde se criticó a los investigadores por no haberlos interrogado suficientemente.

## Asesinato
Una bala certera en la nuca y dos en la espalda segaron la vida de Gaitán, justo a la salida del edificio Agustín Nieto, donde tenía su despacho, en el costado occidental de la Carrera Séptima, entre la calle 14 y la avenida Jiménez, a la una y cinco de la tarde. El café El Gato Negro se encontraba cerca de la esquina; el Café Colombia, justo al frente del edificio Agustín Nieto; el restaurante Monte Blanco, a vista directa desde el lugar de los acontecimientos; y la casa Kodak, contigua al edificio Nieto hacia la calle 14.
Dos agentes de la Policía, el cabo Carlos Alberto Jiménez Díaz y el sargento Galvis González, aparecieron en la escena tan pronto se oyeron los disparos.
Varios testigos dijeron que se habían escuchado otros disparos adicionales no dirigidos a Gaitán. Fue un individuo quien disparó contra él, y hubo otro más que le dio la señal, indicándole que el político salía del edificio. Después de atajar al asesino, una de los testigos se quedó con él mientras otro se fue a atenderlo. Gabriel García Márquez, que casualmente estuvo presente minutos después, narra que un hombre aseguraba que habían sido tres los que se turnaron para disparar. El verdadero se había escabullido entre la muchedumbre revuelta. Otro caminó sin prisa y se subió en un tranvía en marcha. Otro siguió en un automóvil que parecía nuevo. Según otra testigo sonaban muchos disparos. El testimonio detallado del señor Julio Enrique Santos Forero, testigo presencial, fue publicado en el periódico El Siglo el 1 de mayo de 1950. El señor Santos describe que los agentes de Policía tenían al asesino frente a la Casa Kodak y lo habían colocado a su espalda para poder retirar a la multitud con las manos, por lo que lo dejaron suelto por unos instantes.
El Siglo hace referencia a un testimonio del oficial Jiménez en el que dice que cuando el asesino se le desapareció por entre la multitud quiso localizarlo buscando a un individuo que tenía un sombrero gris grasiento
El señor Santos asegura que el individuo que llevaban hacia la droguería era otro. Tal era su convicción que arriesgó su seguridad personal, regresando a la escena del crimen y yendo hasta la droguería, para evitar que la multitud linchara al que no era. El primero había perdido el sombrero al evitar un golpe que uno de los emboladores le quería propinar en la cabeza y era bastante pecoso. El segundo, Juan Roa Sierra, tenía sombrero y no era pecoso.
Otro misterio se agrega al rompecabezas, con la presencia de un fotógrafo que arribó al lugar justo después de los disparos y que tomó dos fotos de Gaitán tendido en el suelo. El Señor Forero lo apremió a que tomara en cambio fotos al asesino que se encontraba enfrente, el fotógrafo apuntó su cámara hacia ese lado pero no se sabe si logró tomar la foto o no, ya que por esos momentos fue cuando el embolador intentó pegar al capturado. Se desconoce el nombre del fotógrafo y no se han visto estas pocas fotos que podrían revelar mucho sobre la identidad del asesino.
Según la autobiografía de Gabriel García Márquez, fuera de la droguería (como ya se dijo) se encontraba un señor bien vestido que llamó su atención ya que parecía estar guiando la multitud con sus gritos, insistiendo en que lincharan al detenido y que luego lo condujeran hacia el palacio presidencial. Un tiempo más tarde se subió en un carro lujoso y desapareció.
Juan Roa Sierra fue linchado por la multitud, arrastrado y abandonado frente al Palacio Presidencial.
Gabriel García Márquez también expresa sus dudas referentes a si Juan Roa fue el real asesino de Jorge Eliécer Gaitán, de acuerdo con su experiencia como reportero en eventos similares.